# 野村松綱
野村 松綱（のむら ますつな）は、戦国時代から安土桃山時代にかけての武将。日向伊東氏の家臣。日向国諸県郡内山城主。

## 出自
野村氏の本姓は近江源氏。佐々木盛綱の次男・佐々木盛季の子孫。盛季の曽孫・野村杢左衛門頼親が伊東信濃守祐光の一族になって以来、代々伊東氏の家臣を勤めていた。祖父は野村越後守京綱、父は野村肥前守元綱（初め右衛門兵衛）は末吉で戦死した。松綱は父の死去後、家督を相続した。4番目の弟・加賀守重綱は後に松綱の子・備中守文綱と共に島津氏家臣となる。　

## 福園
伊東氏と敵対関係にあった薩摩藩の史料『本藩人物誌』によると、松綱の妹・福園は伊東義益の側室であったが、伊東大炊介の計らいで土佐国の一条房基の娘・阿喜多が正室になると実家に戻された。しかし、阿喜多は福園に嫉妬して殺害した。このため、松綱を初めとする野村党は主君・伊東氏に不満を持ち始め伊東義祐との関係が悪化した。またこの事件が、息子の文綱が天正5年（1577年）12月の伊東崩れに呼応した理由の一つとしている。
同じく伊東氏と敵対関係にあった薩摩藩の史料『鹿児島県旧記雑録拾遺 伊地知季安著作史料集三』所収「野村氏系図」にも福園が伊東義益夫人に殺害されたとあるが、殺害の時期は不明。

## 子孫
「鹿児島県旧記雑録拾遺 伊地知季安著作史料集三」の『野村氏系図』では、松綱の長男を備中守文綱、次男を宮内少輔吉綱としている。嫡孫（文綱の長男）・吉次昌綱は朝鮮で戦死。その弟は但馬守幸綱で、その子は但馬守盛綱。寛永13年（1636年）の史料『寛永十三年、鹿児嶋衆中屋敷御検地帳』に鹿児島城下の「大手の辺」の住人に「上屋敷1段8畝12分 野村但馬殿」があり、平田靱負の先祖の平田狩野介や平田宗乗、東郷実友の先祖の東郷仲左衛門重友が同地区に住んでいた。
なお、『本藩人物誌』によると、文綱の時に島津氏に仕官し、薩摩藩の藩士となる。同書が作成された天保年間の子孫は野村五郎右衛門という。